# Cantone di Arleux
Il Cantone di Arleux era una divisione amministrativa dell'arrondissement di Douai.
È stato soppresso a seguito della riforma complessiva dei cantoni del 2014, che è entrata in vigore con le elezioni dipartimentali del 2015.
Comprendeva i comuni di:
- Arleux
- Aubigny-au-Bac
- Brunémont
- Bugnicourt
- Cantin
- Erchin
- Estrées
- Féchain
- Fressain
- Gœulzin
- Hamel
- Lécluse
- Marcq-en-Ostrevent
- Monchecourt
- Villers-au-Tertre